# Maté Nöpauer
Maté Nöpauer (auch Mátéás Nöpauer, Máté Nepauer und Mátyás Nepauer; * um 1719 in Wien; † September 1792 in Buda) war ein Architekt in der Stadt Buda und deren Umland.

## Leben und Werk
1748 heiratete Maté Nöpauer die Witwe des Baumeisters Kristóf Hamon (um 1693–1748) und übernahm die unvollendeten Arbeiten Hamons. Zusammen mit dessen Sohn János Hamon vollendete er 1762 die Annenkirche am heutigen Batthyány tér (Batthyány-Platz) in Buda. Es folgte 1768 die Marienkirche in Újlak. Weitere Bauten nach eigenen Plänen waren das Palais Erdödy (1750–1769), Turm, Fassade und Chor der Katharinenkirche in Tabán (1750–1753), die Florianskirche in der  Fő utca [Hauptstraße] im I. Bezirk (1759–1760), die Stephanskirche im II. Bezirk (1752–1770), die Rokokotreppe und der Westflügel des Alten Rathauses in Buda so wie die Marienkirche in Pilisszentiván. 1789 war er Gildemeister in Buda.